# Alagoa Grande (kommun)
Alagoa Grande är en kommun i Brasilien.   Den ligger i delstaten Paraíba, i den östra delen av landet, 1 700 km nordost om huvudstaden Brasília. Antalet invånare är 28 482.
Omgivningarna runt Alagoa Grande är huvudsakligen savann. Runt Alagoa Grande är det ganska tätbefolkat, med 83 invånare per kvadratkilometer.